# Arrabalera
Arrabalera es una película argentina en blanco y negro dirigida por Tulio Demicheli sobre su propio guion escrito en colaboración con Ulyses Petit de Murat según la obra  Un tal Servando Gómez de Samuel Eichelbaum que se estrenó el 25 de abril de 1950 y que tuvo como protagonistas a Tita Merello, Santiago Gómez Cou y Mario Fortuna.

## Sinopsis
Una mujer embarazada huye de su esposo que la maltrata y se va a vivir con otro hombre. El hijo crece desconociendo su origen pero al enterarse defenderá a su padre biológico.

## Reparto
- Tita Merello ...Felisa
- Santiago Gómez Cou ...Servando Gómez
- Mario Fortuna ...Gallito
- Raúl del Valle ...Domingo Cardozo
- Tito Alonso ...Minguito
- Marga López	... 	Rosita
- Leticia Scury
- Blanca Tapia
- Julia Giusti
- Juan Pecci
- Oscar Soldati
- José Pecet
- Margarita Burke
- Celia Geraldy
- Carlos A. Gordillo
- Arsenio Perdiguero
- Aída Villadeamigo

## Comentarios
La crónica de la revista Set que el filme era “dentro de su carácter una buena película…el criollo de la ciudad…que en determinado momento de su vida pasa sin exageraciones al drama profundo de su existencia apacible y hace valer su hombría con la punta de un cuchillo” en tanto Manrupe y Portela opinan que se trata de un "clásico de Merello en una de sus mejores actuaciones. Y Demichelli en su ópera prima, teatral, alejada del original de Eichelbaum, pero de interés en algunos momentos de buen manejo dramático”. 

## Premio
La Academia de Artes y Ciencias Cinematográficas de la Argentina le otorgó el premio Cóndor Académico a Tita Merello como la mejor actriz protagionista de 1950.